# Scotch Cup 1967
Scotch Cup 1967 var den niende udgave af curlingturneringen Scotch Cup, og den blev afviklet i arenaen Perth Ice Rink i Perth, Skotland. Turneringen blev for første gang vundet af Skotland, som besejrede Sverige med 8-5 i finalen. De syvdobbelte mestre fra Canada blev slået ud i semifinalen og nåede dermed ikke finalen for første gang i turneringens historie.
I dag betragter World Curling Federation Scotch Cup 1967 som det niende VM i curling for mænd.

## Resultater

### Grundspil
De otte deltagende hold spillede en enkeltturnering alle-mod-alle. De fire bedste hold gik videre til semifinalerne.
| Runde | Kampe                 | Kampe | Kampe                  | Kampe | Kampe                   | Kampe | Kampe                   | Kampe |
| ----- | --------------------- | ----- | ---------------------- | ----- | ----------------------- | ----- | ----------------------- | ----- |
| 1     | Canada - Sverige      | 7-5   | USA - Frankrig         | 17-5  | Skotland - Vesttyskland | 34-0  | Schweiz - Norge         | 9-10  |
| 2     | Canada - Schweiz      | 13-3  | USA - Skotland         | 8-7   | Sverige - Frankrig      | 16-5  | Vesttyskland - Norge    | 9-8   |
| 3     | Canada - Norge        | 17-8  | USA - Vesttyskland     | 11-4  | Skotland - Frankrig     | 21-7  | Sverige - Schweiz       | 21-1  |
| 4     | Canada - Vesttyskland | 17-3  | Frankrig - Schweiz     | 11-7  | Skotland - Sverige      | 13-7  | USA - Norge             | 13-7  |
| 5     | USA - Canada          | 12-5  | Sverige - Vesttyskland | 12-7  | Skotland - Schweiz      | 19-6  | Norge - Frankrig        | 13-8  |
| 6     | USA - Sverige         | 12-4  | Canada - Frankrig      | 17-4  | Skotland - Norge        | 13-3  | Schweiz - Vesttyskland  | 15-6  |
| 7     | Canada - Skotland     | 7-6   | USA - Schweiz          | 14-6  | Sverige - Norge         | 9-5   | Frankrig - Vesttyskland | 11-10 |

| Plac. | Hold         | Vundne | Tabte |
| ----- | ------------ | ------ | ----- |
| 1.    | USA          | 7      | 0     |
| 2.    | Canada       | 6      | 1     |
| 3.    | Skotland     | 5      | 2     |
| 4.    | Sverige      | 4      | 3     |
| 5.    | Norge        | 2      | 5     |
| 6.    | Frankrig     | 2      | 5     |
| 7.    | Vesttyskland | 1      | 6     |
| 8.    | Schweiz      | 1      | 6     |

### Slutspil
| Runde       | Kamp               | Res. |
| ----------- | ------------------ | ---- |
| Semifinaler | Skotland - Canada  | 8-5  |
| Semifinaler | Sverige - USA      | 7-6  |
| Finale      | Skotland - Sverige | 8-5  |

### Samlet rangering
| Plac. | Hold         | 4                   | 3               | 2                 | 1              |
| ----- | ------------ | ------------------- | --------------- | ----------------- | -------------- |
| Guld  | Skotland     | Chuck Hay           | John Bryden     | Alan Glen         | David Howie    |
| Sølv  | Sverige      | Bob Woods           | Totte Åkerlund  | Bengt af Kleen    | Ove Söderström |
| 3.    | USA          | Bruce Roberts       | Tom Fitzpatrick | John Wright       | Doug Walker    |
| 4.    | Canada       | Alf Phillips, Jr    | John Ross       | Ron Manning       | Keith Reilly   |
| 5.    | Norge        | Erling Brusletto    | Erland Næss     | Kåre Øyo          | Einar Rebne    |
| 6.    | Frankrig     | Jean Albert Sulpice | Maurice Sulpice | Phillipe Chambat  | Pierre Boan    |
| 7.    | Vesttyskland | David Lampl         | Günther Hummelt | Ottmar Paebst     | Rolf Klug      |
| 8.    | Schweiz      | Franz Marti         | Ueli Stauffer   | Peter Staudenmann | Kurt Maier     |